# Поградеці
Футбольний клуб «Поградеці» (алб. Klubi Sportiv Pogradeci) — албанський футбольний клуб з міста Поградец. Клуб заснований у 1932 році, домашні матчі проводить на стадіоні «Джорджі Кічику» місткістю 10 тисяч глядачів. Клуб грає у першій албанській лізі.

## Історія

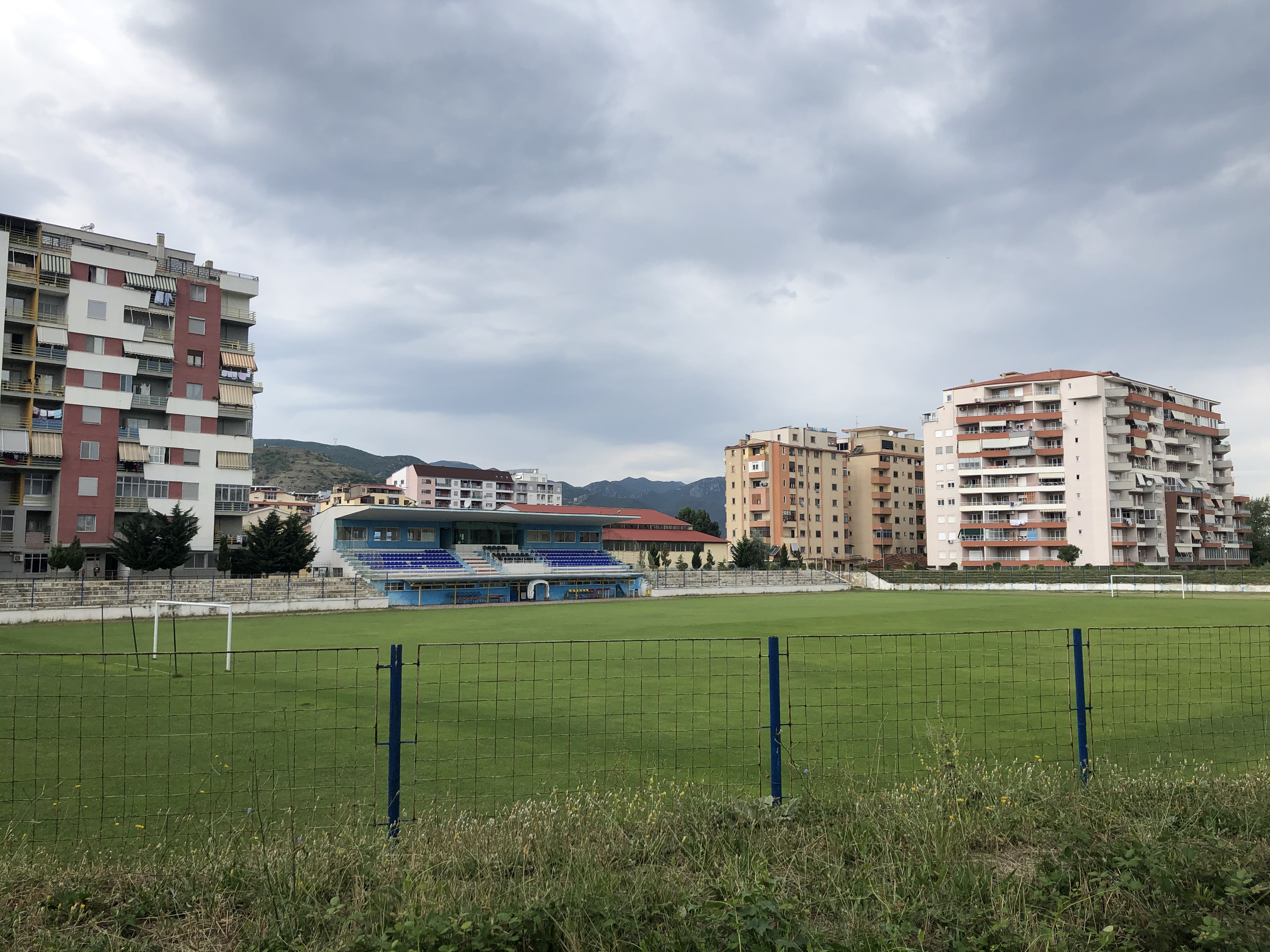
Стадіон «Джорджі Кічику».

Клуб заснований у 1932 році як «Драгой Поградец». У 1936 році команда дебютувала у вищому дивізіоні Албанії, посівши шосте місце. Наступного року клуб фінішував сьомим.
У 1945 році «Драгой Поградец» перейменовано на «Спартаку Поградец», а ще через чотири роки на «Поградец». З 1951 по 1953 роки команда грала на вищому рівні посідаючи місця в нижній частині турнірної таблиці.
У 1958 році клуб отримав нову назву «Юлі і Кукь», а у вищому дивізіоні у 1960-х роках провів два сезони у 1964–65 та 1968 роках, в обох випадках посідали останнє місце.
З 1992 року у клуба сучасна назва «Поградеці». Останні на даний момент два сезони у вищому дивізіоні команда відіграла в 1991–92 роках, посіла 13 місце та 1992–93 роках посіла останнє шістнадцяте місце.
4 травня 2025 року «Поградеці» грав у плей-оф підвищення до Суперліги але поступився «Тирані» 0–1.
Найвищим досягненням у Кубку Албанії є вихід до півфіналу в сезоні 1992–1993 років.

## Досягнення
- Перша ліга Албанії
  - Чемпіон (3): 1963–64, 1990–91, 2010–11
- Друга ліга Албанії
  - Чемпіон (3): 1959–60, 1984–85, 2023–24

## Арена
З 1932 року клуб проводить домашні матчі на стадіоні «Джорджі Кічику», який вміщує 10 000 глядачів.